# Поповићи (Калиновик)
Поповићи су насељено мјесто у општини Калиновик, Република Српска, БиХ. Према попису становништва из 1991. у насељу је живјело 19 становника. Према попису из 2013. у насељу Поповићи није било становника.

## Географија
Поповићи се налазе у сјеверном дијелу Општине Калиновик и припада сливу ријеке Бистрице.

## Становништво
| Демографија | Демографија | Демографија |
| Година      | Становника  | Становника  |
| ----------- | ----------- | ----------- |
| 1961.       | 57          |             |
| 1971.       | 45          |             |
| 1981.       | 25          |             |
| 1991.       | 19          |             |
| 2013.       | 0           |             |